# Baha
Le baha (ou buyang baha) est une langue taï-kadaï, de la branche kadaï, parlée en Chine, dans la province de Yunnan.

## Classification
Le baha est une des langues buyang. Celles-ci font partie des langues ge-yang, un des sous-groupes des langues kadaï. Les Baha, comme l'ensemble des Buyang, sont recensés par les autorités chinoises dans la nationalité zhuang.

## Phonologie
Les tableaux présentent les phonèmes du baha, les consonnes et les voyelles.

### Voyelles
|         | Antérieure    | Centrale      | Postérieure                 |
| ------- | ------------- | ------------- | --------------------------- |
| Fermée  | i [i] iː [iː] |               | ɯ [ɯ] ɯː [ɯː] u [u] uː [uː] |
| Moyenne | e [e]         | ə [ə]         | o [o]                       |
| Ouverte | ɛ [ɛ]         | a [a] aː [aː] | ɔ [ɔ]                       |

### Consonnes
|              |              | Bilabiales | Dentales | Alvéolaires | Alvéolaires | Alv.-p.   | Dorsales  | Dorsales | Dorsales | Glottales |
| ------------ | ------------ | ---------- | -------- | ----------- | ----------- | --------- | --------- | -------- | -------- | --------- |
| Centrales    | Latérales    | Bilabiales | Dentales | Palatales   | Vélaires    | Alv.-p.   | Uvulaires |          |          | Glottales |
| Occlusives   | Sourde       | p [p]      |          | t [t]       |             |           |           | k [k]    | q [q]    | ʔ [ʔ]     |
| Occlusives   | Aspirées     | ph [pʰ]    |          | th [tʰ]     |             |           |           | kh [kʰ]  | qh [qʰ]  |           |
| Occlusives   | Palatalisées | pj [pʲ]    |          |             |             |           |           |          |          |           |
| Occlusives   | Aspirées     | phj [pʲʰ]  |          |             |             |           |           |          |          |           |
| Occlusives   | Labialisées  | pw [pʷ]    |          | tw [tʷ]     |             |           |           | kw [kʷ]  | qw [qʷ]  |           |
| Occlusives   | Aspirées     | phw [pʷʰ]  |          |             |             |           |           | kh [kʷʰ] |          |           |
| Occlusives   | Sonore       | b [b]      |          | d [d]       |             |           |           | g [g]    |          |           |
| Occlusives   | Palatalisées | bj [bʲ]    |          |             |             |           |           |          |          |           |
| Occlusives   | Aspirées     | bɦ [bɦ]    |          | dɦ [dɦ]     |             |           |           | gɦ [gɦ]  |          |           |
| Occlusives   | Palatalisées | bɦj [bɦʲ]  |          |             |             |           |           |          |          |           |
| Occlusives   | Labialisées  | bw [bʷ]    |          |             |             |           |           | gw [gʷ]  |          |           |
| Fricatives   | sourdes      | f [f]      | θ [θ]    |             |             | ɕ [ɕ]     |           |          |          | h [h]     |
| Fricatives   | Labialisées  |            | θw [θʷ]  |             |             | ɕw [ɕʷ]   |           |          |          |           |
| Fricatives   | Sonore       |            | ð [ð]    |             |             |           |           | ɣ [ɣ]    | ʁ [ʁ]    |           |
| Fricatives   | Labialisées  |            | ðw [ðʷ]  |             |             |           |           |          |          |           |
| Affriquées   | Sourde       |            |          |             |             | tɕ [t͡ɕ]   |           |          |          |           |
| Affriquées   | Aspirées     |            |          |             |             | tɕh [t͡ɕʰ] |           |          |          |           |
| Affriquées   | Labialisées  |            |          |             |             | tɕw [t͡ɕʷ] |           |          |          |           |
| Liquides     | Sonore       |            |          |             | l [l]       |           |           |          |          |           |
| Liquides     | dévoisée     |            |          |             | l̥ [l̥]       |           |           |          |          |           |
| Nasales      | Sonore       | m [m]      |          | n [n]       |             | ɳ [ɳ]     |           | ŋ [ŋ]    |          |           |
| Nasales      | dévoisée     | m̥ [m̥]      |          | n̥ [n̥]       |             | ɳ̥ [ɳ̥]     |           | ŋ̥ [ŋ̥]    |          |           |
| Nasales      | Palatalisées | mj [mʲ]    |          |             |             |           |           |          |          |           |
| Nasales      | Labialisées  | mw [mʷ]    |          |             |             |           |           | ŋw [ŋʷ]  |          |           |
| Semi-voyelle | Simples      | w [w]      |          |             |             |           | j [j]     |          |          |           |
| Semi-voyelle | dévoisée     | w̥ [w̥]      |          |             |             |           | j̥ [j̥]     |          |          |           |
| Semi-voyelle | Labialisées  |            |          |             |             |           | jw [jʷ]   |          |          |           |

### Tons
Le baha est une langue tonale qui possède quatre tons.

## Sources
- (en) Jerold A. Edmondson 2008, Kra or Kadai Languages, dans The Tai-Kadai Languages (éditeurs, Anthony Van Nostrand Diller, Jerold A. Edmondson, Yongxian Luo), pp. 653-670, Londres, Routledge.
- (en) Li Jinfang, Zhou Guoyang, Diachronic Evolution of Initial Consonants in Buyang, Mon-Khmer Studies, Volume 28, pp. 115-135, 1998.
- (zh) Li Jinfang, A Brief Introduction of Baha Buyang Language, Minzu Yuwen 2003:4, pp. 67-80.
- (zh) Li Jinfang, 2002, 布央语研究 - Bùyāngyǔ yánjiū, Pékin, Zhōngyāng mínzú dàxué chūbǎnshè  (ISBN 7-81056-059-X)
- (zh) Li Jinfang, Zhou Guoyan, 1999, 仡央语言探索 - Gēyāng yǔyán tànsuǒ - Studies on Outlier Kam-Tai, Pékin, Zhōngyāng mínzú dàxué chūbǎnshè  (ISBN 7-81056-289-4)